# Oława (Litwa)
Oława (lit. Alovė) − miasto na Litwie, zamieszkane przez 552 ludzi, w rejonie olickim, 10 km na południowy zachód od Olity.